# Thomas Forstner

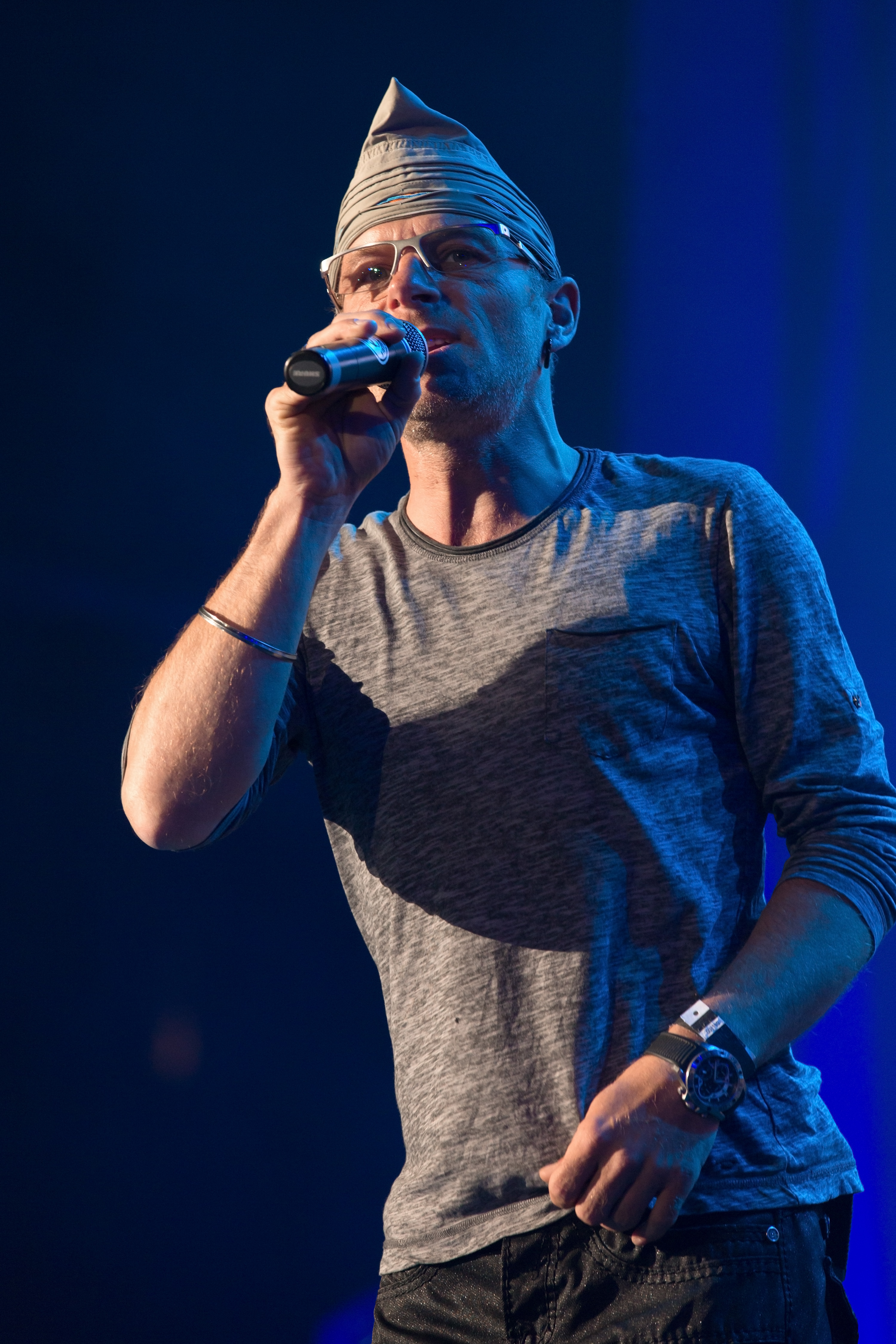
Thomas Forstner (2015)

Thomas Forstner (* 3. Dezember 1969 in Deutsch-Wagram) ist ein österreichischer Sänger.

## Leben
Seinen größten Erfolg hatte er im Alter von 19 Jahren beim Eurovision Song Contest 1989 in Lausanne mit dem Beitrag Nur ein Lied (komponiert von Dieter Bohlen, Text von Joachim Horn-Bernges). Er belegte damit Platz 5 von 22, eines der besten österreichischen Ergebnisse im Wettbewerb. In den österreichischen Charts belegte das Lied 12 Wochen lang Platz 1.
Die englische Version dieses Liedes, Song of Love, war ein Titellied zu der Folge Das Spiel ist aus aus der ZDF-Krimiserie Der Alte. Die ebenfalls von Dieter Bohlen produzierte Single Wenn nachts die Sonne scheint (englische Version: Don’t Say Goodbye Tonight) schaffte es in Österreich in die Top 10.
Beim Eurovision Song Contest 1991 in Rom trat Thomas Forstner mit dem Titel Venedig im Regen (komponiert von Robby Musenbichler und Hubert Moser, Text von Wolfgang Eltner) an. Er belegte mit 0 Punkten den letzten von 22 Plätzen.
Im Oktober 1991 heiratete Forstner Vanessa Desirée Thun-Hohenstein (* 1967). 1995 wurde eine gemeinsame Tochter geboren. 1998 wurde die Ehe geschieden.
Nach längerer musikalischer Pause folgten mehrere Produktionen in verschiedenen Stilrichtungen, unter anderem Pop, Soul, Klassik, Chill-out, Lounge und Crossover.
Danach arbeitete Thomas Forstner hauptberuflich als Softwareentwickler. Musikalisch arbeitete er am Live-Projekt Nightfall Sessions – A Tribute Lounge.
Am 16. September 2009 heiratete Thomas Forstner in Deutsch-Wagram seine langjährige Lebensgefährtin Bianca Rosenberg aus Wien. Seit 2017 wohnen beide zurückgezogen in Frantschach-St. Getraud im Kärntner Lavanttal. Nach der Rettung von 9 dem Tod geweihten Schafen wurde aus der erworbenen Forstwirtschaft ein inoffizieller "Gnadenhof", auf dem aktuell 18 Schafe und eine Katze ihr geschütztes Leben in der Natur in vollen Zügen genießen.

## Diskografie
- 1987: South African Children / South African Children (Instrumental) (7″-Single)
- 1987: She’s Always a Lady / It’s Not the Way (7″-Single)
- 1988: Vera / Vera (Clubversion) (7″-Single)
- 1989: Nur ein Lied (CD/7″/12″-Single)
- 1989: Wenn nachts die Sonne scheint / Don’t Say Goodbye Tonight (CD/7″/12″-Single)
- 1989: Song of Love (CD/7″/12″-Single)
- 1990: V/A: 16 Megahits (CD)
- 1990: Miles Away (7″-Single)
- 1991: Venedig im Regen (CD/7″-Single)
- 1993: Stark genug / Wieder da / Wieder da (Instrumental) (Maxi-CD)
- 1994: Voll erwischt / Was wird sein / Voll erwischt (Karaoke-Version) (Maxi-CD)
- 1994: Hautnah (CD-Album)
- 1995: Wenn der Himmel brennt / Wer wie du seine Träume verliert / In der 4. Dimension (Maxi-CD)
- 2000: You’re in the Army Now (pseud. STG77) (CD-Maxi/12″-Promo) (Austria Platz 49)
- 2002: Hello (pseud. Vincent Parker) (CD-Maxi/12″-Maxi)